# Chambourg-sur-Indre
Chambourg-sur-Indre ist eine französische Gemeinde mit 1.235 Einwohnern (Stand: 1. Januar 2022) im Département Indre-et-Loire in der Region Centre-Val de Loire; Chambourg-sur-Indre gehört zum Arrondissement Loches und zum Kanton Loches. Die Einwohner werden Chambourgeois genannt.

## Geographie
Chambourg-sur-Indre liegt etwa 31 Kilometer südöstlich von Tours an der Indre. Umgeben wird Chambourg-sur-Indre von den Nachbargemeinden Azay-sur-Indre im Norden und Nordwesten, Chédigny im Norden und Nordosten, Saint-Quentin-sur-Indrois im Osten und Nordosten, Ferrière-sur-Beaulieu im Osten und Südosten, Loches und Chanceaux-près-Loches im Süden sowie Dolus-le-Sec im Westen.
Chambourg hat einen Bahnhalt an der Bahnstrecke Joué-lès-Tours–Châteauroux, der im Regionalverkehr von Zügen des Transport express régional bedient wird.

## Bevölkerungsentwicklung
| 1962                       | 1968 | 1975 | 1982 | 1990 | 1999 | 2006 | 2018 |
| -------------------------- | ---- | ---- | ---- | ---- | ---- | ---- | ---- |
| 925                        | 883  | 779  | 857  | 1080 | 1194 | 1272 | 1257 |
| Quellen: Cassini und INSEE |      |      |      |      |      |      |      |

## Sehenswürdigkeiten
- Römische Siedlungsreste
- Kirche Saint-Martin aus dem 11./12. Jahrhundert
- Reste der gotischen Brücke zur Insel Auger aus dem 15. Jahrhundert, seit 1927 Monument historique
- Herrenhaus von Chavigny aus dem 17. Jahrhundert

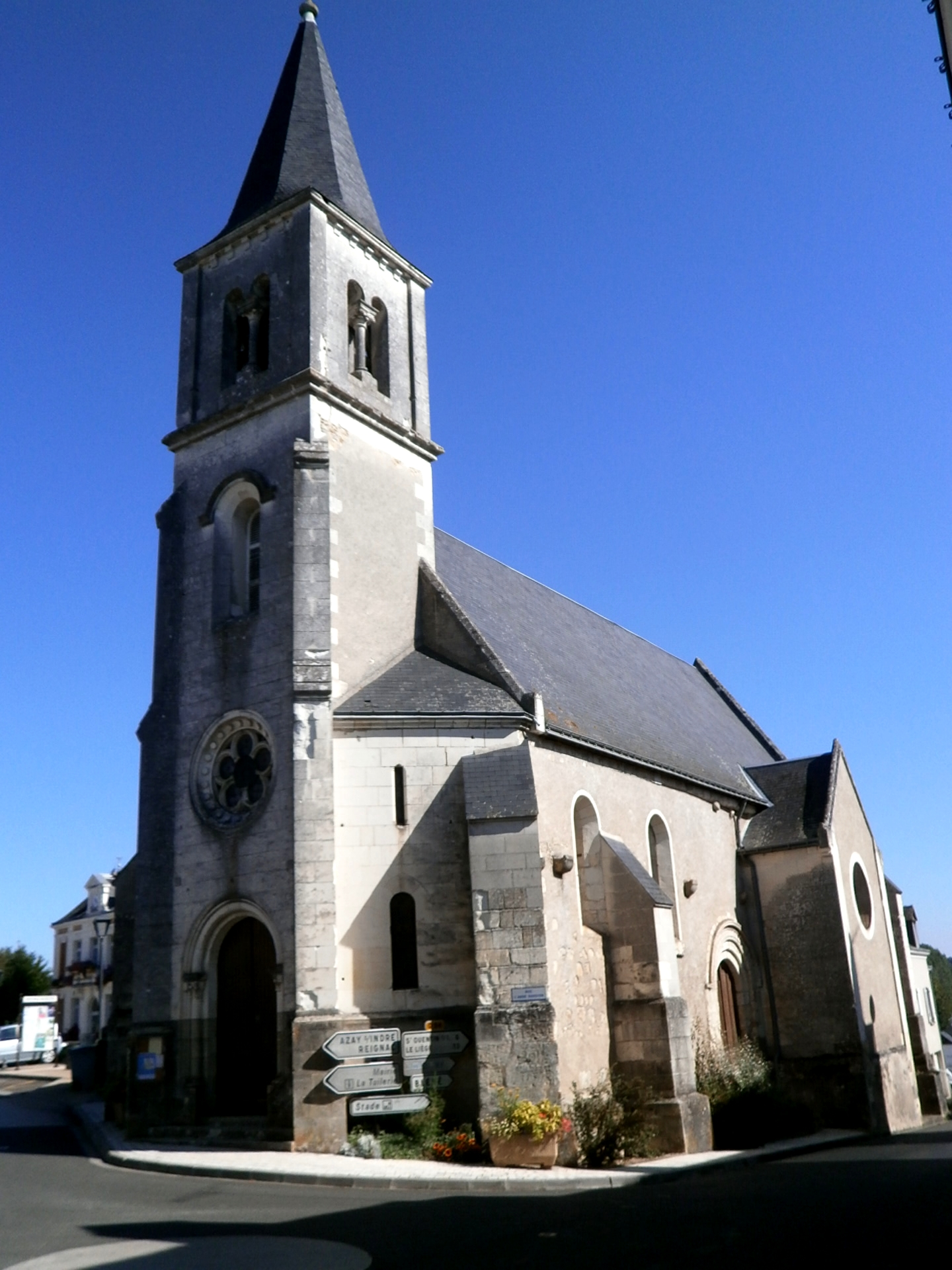
Kirche Saint-Martin
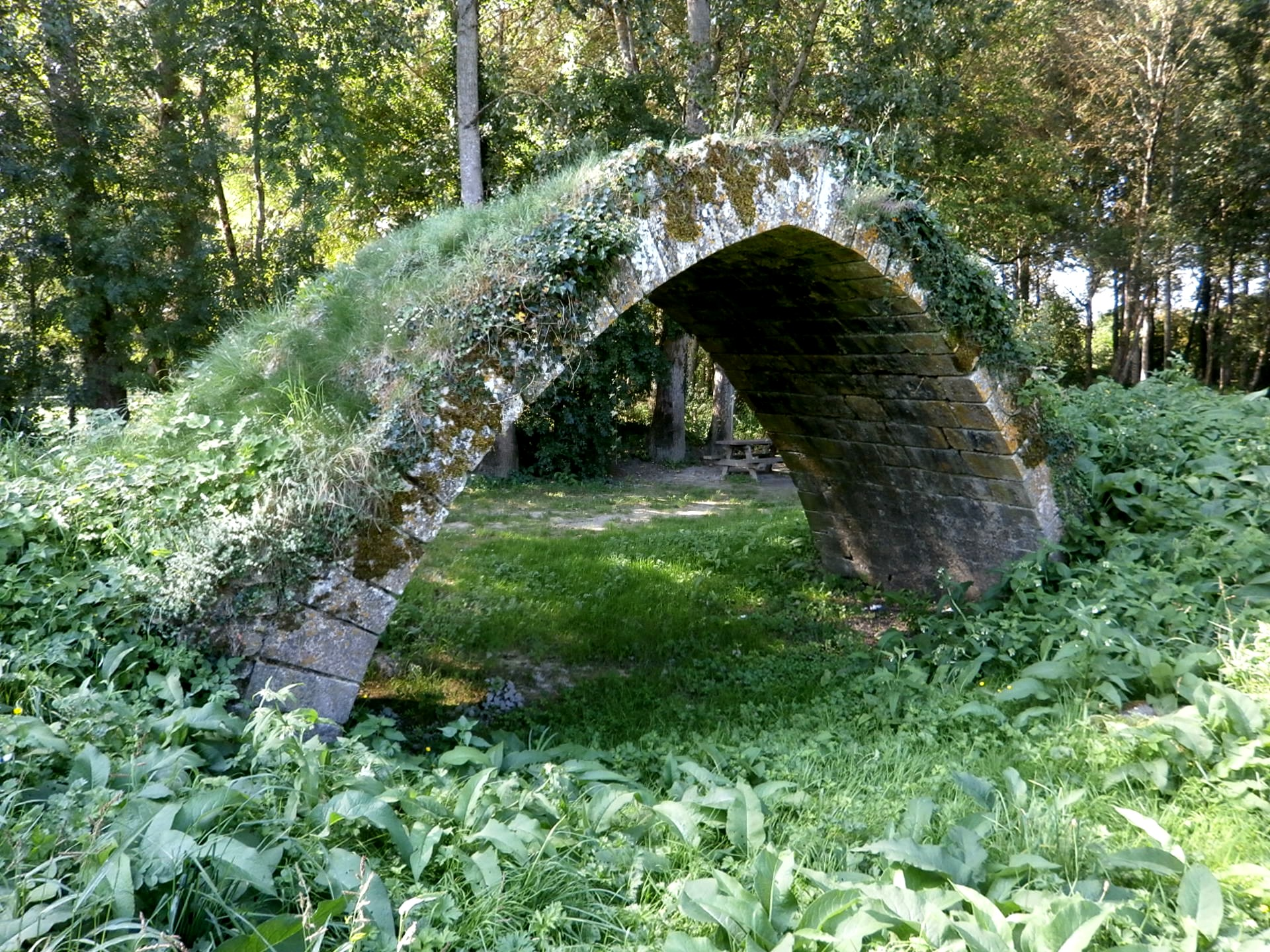
Bogenrest der gotischen Brücke zur Insel Auger